# Interlands Ecuadoraans voetbalelftal 1980-1989
Deze pagina toont een chronologisch en gedetailleerd overzicht van de interlands die het Ecuadoraans voetbalelftal speelde in de periode 1980 – 1989.

## Interlands

### 1980
- geen interlands gespeeld

### 1981
|                                                       |                    |       |                                                                 |                                                                                             |
| 28 januari Vriendschappelijk № 124 «onderlinge duels» | Ecuador            | 1 – 3 | Bulgarije                                                       | Estadio Olímpico Atahualpa, Quito Toeschouwers: 20.000 Scheidsrechter: Adolfo Quirola (ECU) |
| 28 januari Vriendschappelijk № 124 «onderlinge duels» | Ernesto Mesías 34' |       | 30' Georgi Slavkov 33' Chavdar Tsvetkov 78' Kostadin Kostadinov | Estadio Olímpico Atahualpa, Quito Toeschouwers: 20.000 Scheidsrechter: Adolfo Quirola (ECU) |

|                                                        |         |                                                                                      |          |                                                                                             |
| 14 februari Vriendschappelijk № 125 «onderlinge duels» | Ecuador | 0 – 6                                                                                | Brazilië | Estadio Olímpico Atahualpa, Quito Toeschouwers: 30.000 Scheidsrechter: Jorge Orellana (ECU) |
| 14 februari Vriendschappelijk № 125 «onderlinge duels» |         | 24' Reinaldo 28' Sócrates 35' Reinaldo 48' (e.d.) John Landeta 65' Zico 81' Sócrates |          | Estadio Olímpico Atahualpa, Quito Toeschouwers: 30.000 Scheidsrechter: Jorge Orellana (ECU) |

|                                                 |                   |       |          |                                                                                     |
| 17 mei WK-kwalificatie № 126 «onderlinge duels» | Ecuador           | 1 – 0 | Paraguay | Estadio Modelo, Guayaquil Toeschouwers: 55.000 Scheidsrechter: Luis Barrancos (BOL) |
| 17 mei WK-kwalificatie № 126 «onderlinge duels» | Lupo Quiñónez 48' |       |          | Estadio Modelo, Guayaquil Toeschouwers: 55.000 Scheidsrechter: Luis Barrancos (BOL) |

|                                                 |         |       |       |                                                                                      |
| 24 mei WK-kwalificatie № 127 «onderlinge duels» | Ecuador | 0 – 0 | Chili | Estadio Modelo, Guayaquil Toeschouwers: 49.000 Scheidsrechter: Juan Cardellino (URU) |
| 24 mei WK-kwalificatie № 127 «onderlinge duels» |         |       |       | Estadio Modelo, Guayaquil Toeschouwers: 49.000 Scheidsrechter: Juan Cardellino (URU) |

|                                                 |                                                                  |       |                   |                                                                                              |
| 31 mei WK-kwalificatie № 128 «onderlinge duels» | Paraguay                                                         | 3 – 1 | Ecuador           | Estadio de Puerto Sajonia, Asunción Toeschouwers: 37.000 Scheidsrechter: Roque Cerullo (URU) |
| 31 mei WK-kwalificatie № 128 «onderlinge duels» | Miguel Michelagnoli 47' Eugenio Morel 64' Julio César Romero 81' |       | 88' Wilson Nieves | Estadio de Puerto Sajonia, Asunción Toeschouwers: 37.000 Scheidsrechter: Roque Cerullo (URU) |

|                                                  |                                     |       |         |                                                                                            |
| 14 juni WK-kwalificatie № 129 «onderlinge duels» | Chili                               | 2 – 0 | Ecuador | Estadio Nacional, Santiago Toeschouwers: 72.290 Scheidsrechter: Gilberto Aristizábal (COL) |
| 14 juni WK-kwalificatie № 129 «onderlinge duels» | Carlos Rivas 10' Carlos Caszely 50' |       |         | Estadio Nacional, Santiago Toeschouwers: 72.290 Scheidsrechter: Gilberto Aristizábal (COL) |

### 1982
- geen interlands gespeeld

### 1983
|                                                    |         |       |          |                                                                                             |
| 26 juli Vriendschappelijk № 130 «onderlinge duels» | Ecuador | 0 – 0 | Colombia | Estadio Olímpico Atahualpa, Quito Toeschouwers: 35.000 Scheidsrechter: Jorge Orellana (ECU) |
| 26 juli Vriendschappelijk № 130 «onderlinge duels» |         |       |          | Estadio Olímpico Atahualpa, Quito Toeschouwers: 35.000 Scheidsrechter: Jorge Orellana (ECU) |

|                                                    |          |       |         |                                                                   |
| 29 juli Vriendschappelijk № 131 «onderlinge duels» | Colombia | 0 – 0 | Ecuador | Estadio El Campín, Bogota Toeschouwers: 15.000 Scheidsrechter: ?? |
| 29 juli Vriendschappelijk № 131 «onderlinge duels» |          |       |         | Estadio El Campín, Bogota Toeschouwers: 15.000 Scheidsrechter: ?? |

| Copa América |
| ------------ |

|                                                           |                                        |       |                                           |                                                                                                   |
| 10 augustus Copa América Groep 2 № 132 «onderlinge duels» | Ecuador                                | 2 – 2 | Argentinië                                | Estadio Olímpico Atahualpa, Quito Toeschouwers: 50.000 Scheidsrechter: Gilberto Aristizábal (COL) |
| 10 augustus Copa América Groep 2 № 132 «onderlinge duels» | Galo Vásquez 68' José Jacinto Vega 79' |       | 40' Jorge Burruchaga 51' Jorge Burruchaga | Estadio Olímpico Atahualpa, Quito Toeschouwers: 50.000 Scheidsrechter: Gilberto Aristizábal (COL) |

|                                                           |         |                      |          |                                                                                              |
| 17 augustus Copa América Groep 2 № 133 «onderlinge duels» | Ecuador | 0 – 1                | Brazilië | Estadio Olímpico Atahualpa, Quito Toeschouwers: 45.000 Scheidsrechter: Alfonso Postigo (PER) |
| 17 augustus Copa América Groep 2 № 133 «onderlinge duels» |         | 14' Roberto Dinamita |          | Estadio Olímpico Atahualpa, Quito Toeschouwers: 45.000 Scheidsrechter: Alfonso Postigo (PER) |

|                                                           |                                                                               |       |         |                                                                                        |
| 1 september Copa América Groep 2 № 134 «onderlinge duels» | Brazilië                                                                      | 5 – 0 | Ecuador | Estádio Serra Dourada, Goiânia Toeschouwers: 35.000 Scheidsrechter: Luis da Rosa (URU) |
| 1 september Copa América Groep 2 № 134 «onderlinge duels» | Renato Gaúcho 12' Roberto Dinamita 46' Roberto Dinamita 55' Éder 58' Tita 60' |       |         | Estádio Serra Dourada, Goiânia Toeschouwers: 35.000 Scheidsrechter: Luis da Rosa (URU) |

|                                                           |                                                |       |                                      |                                                                                             |
| 7 september Copa América Groep 2 № 135 «onderlinge duels» | Argentinië                                     | 2 – 2 | Ecuador                              | Estadio Monumental, Buenos Aires Toeschouwers: 40.000 Scheidsrechter: Juan Cardellino (URU) |
| 7 september Copa América Groep 2 № 135 «onderlinge duels» | Víctor Ramos 50' Jorge Burruchaga 90+2' (pen.) |       | 44' Lupo Quiñónez 90' Hans Maldonado | Estadio Monumental, Buenos Aires Toeschouwers: 40.000 Scheidsrechter: Juan Cardellino (URU) |

|  |  |  |  |  |  |  |  |  |

### 1984
|                                                        |                  |       |         |                     |
| 30 november Vriendschappelijk № 136 «onderlinge duels» | Verenigde Staten | 0 – 0 | Ecuador | Ball Park, New York |
| 30 november Vriendschappelijk № 136 «onderlinge duels» |                  |       |         | Ball Park, New York |

|                                                       |                                       |       |                                      |                    |
| 2 december Vriendschappelijk № 137 «onderlinge duels» | Verenigde Staten                      | 2 – 2 | Ecuador                              | Orange Bowl, Miami |
| 2 december Vriendschappelijk № 137 «onderlinge duels» | Jacques LaDouceur ??' Steve Sharp ??' |       | ??' Hermen Benítez ??' Hamilton Cuvi | Orange Bowl, Miami |

|                                                       |                                                    |       |                                              |                                                                                 |
| 4 december Vriendschappelijk № 138 «onderlinge duels» | Mexico                                             | 3 – 2 | Ecuador                                      | Memorial Coliseum, Los Angeles Toeschouwers: 25.000 Scheidsrechter: Luis Macias |
| 4 december Vriendschappelijk № 138 «onderlinge duels» | Javier Aguirre 39' Mario Trejo 62' Luis Flores 82' |       | ??' José Elias de Negri ??' José Villafuerte | Memorial Coliseum, Los Angeles Toeschouwers: 25.000 Scheidsrechter: Luis Macias |

|                                                       |          |       |         |                               |
| 7 december Vriendschappelijk № 139 «onderlinge duels» | Honduras | 0 – 0 | Ecuador | Estadio Nacional, Tegucigalpa |
| 7 december Vriendschappelijk № 139 «onderlinge duels» |          |       |         | Estadio Nacional, Tegucigalpa |

|                                                       |           |       |         |                                           |
| 9 december Vriendschappelijk № 140 «onderlinge duels» | Guatemala | 1 – 0 | Ecuador | Estadio Cementos Progreso, Guatemala-Stad |
| 9 december Vriendschappelijk № 140 «onderlinge duels» |           |       |         | Estadio Cementos Progreso, Guatemala-Stad |

|                                                        |                      |       |                   |  |
| 12 december Vriendschappelijk № 141 «onderlinge duels» | El Salvador          | 1 – 1 | Ecuador           |  |
| 12 december Vriendschappelijk № 141 «onderlinge duels» | José María Rivas ??' |       | ??' Lupo Quiñónez |  |

### 1985
|                                                       |                                      |       |                                                    |                                                                                   |
| 6 februari Vriendschappelijk № 142 «onderlinge duels» | Ecuador                              | 2 – 3 | Duitse Democratische Republiek                     | Estadio Modelo, Guayaquil Toeschouwers: 26.000 Scheidsrechter: Elías Jácome (ECU) |
| 6 februari Vriendschappelijk № 142 «onderlinge duels» | Hermen Benítez 17' Hamilton Cuvi 83' |       | 34' Rainer Ernst 40' Andreas Thom 55' Rainer Ernst | Estadio Modelo, Guayaquil Toeschouwers: 26.000 Scheidsrechter: Elías Jácome (ECU) |

|                                                        |                                                           |       |                    |                                                                                   |
| 17 februari Vriendschappelijk № 144 «onderlinge duels» | Ecuador                                                   | 3 – 1 | Finland            | Estadio Bellavista, Ambato Toeschouwers: 12.000 Scheidsrechter: Jorge Ortíz (ECU) |
| 17 februari Vriendschappelijk № 144 «onderlinge duels» | Fabian Pazymiño 11' Hermen Benítez 33' Hermen Benítez 85' |       | 89' Jyrki Nieminen | Estadio Bellavista, Ambato Toeschouwers: 12.000 Scheidsrechter: Jorge Ortíz (ECU) |

|                                                        |                                                            |       |         |                                   |
| 21 februari Vriendschappelijk № 145 «onderlinge duels» | Ecuador                                                    | 3 – 0 | Bolivia | Estadio Olímpico Atahualpa, Quito |
| 21 februari Vriendschappelijk № 145 «onderlinge duels» | Hermen Benítez ??' Hans Maldonado ??' José Villafuerte ??' |       |         | Estadio Olímpico Atahualpa, Quito |

|                                                  |                           |       |                          |                                                                                                |
| 3 maart WK-kwalificatie № 146 «onderlinge duels» | Ecuador                   | 1 – 1 | Chili                    | Estadio Olímpico Atahualpa, Quito Toeschouwers: 43.786 Scheidsrechter: José Ramiz Wright (BRA) |
| 3 maart WK-kwalificatie № 146 «onderlinge duels» | Hans Maldonado 43' (pen.) |       | 32' Juan Carlos Letelier | Estadio Olímpico Atahualpa, Quito Toeschouwers: 43.786 Scheidsrechter: José Ramiz Wright (BRA) |

|                                                   |                                        |       |                   |                                                                                        |
| 10 maart WK-kwalificatie № 147 «onderlinge duels» | Uruguay                                | 2 – 1 | Ecuador           | Estadio Centenario, Montevideo Toeschouwers: 60.000 Scheidsrechter: Edison Pérez (PER) |
| 10 maart WK-kwalificatie № 147 «onderlinge duels» | Carlos Aguilera 32' Venancio Ramos 90' |       | 54' Hamilton Cuvi | Estadio Centenario, Montevideo Toeschouwers: 60.000 Scheidsrechter: Edison Pérez (PER) |

|                                                   | |       |                                           |                                                                                      |
| 17 maart WK-kwalificatie № 148 «onderlinge duels» | Chili | 6 – 2 | Ecuador                                   | Estadio Nacional, Santiago Toeschouwers: 60.580 Scheidsrechter: Orazio di Rosa (VEN) |
| 17 maart WK-kwalificatie № 148 «onderlinge duels» | Héctor Puebla 21' Carlos Caszely 30' Alejandro Hisis 35' Carlos Caszely 40' Jorge Aravena 50' Jorge Aravena 89' |       | 38' Fernando Baldeón 43' Fernando Baldeón | Estadio Nacional, Santiago Toeschouwers: 60.580 Scheidsrechter: Orazio di Rosa (VEN) |

|                                                     |                  |       |         |                        |
| 21 maart Vriendschappelijk № 149 «onderlinge duels» | Peru             | 1 – 0 | Ecuador | Estadio Nacional, Lima |
| 21 maart Vriendschappelijk № 149 «onderlinge duels» | Jorge Hirano 89' |       |         | Estadio Nacional, Lima |

|                                                   |         |                                          |         |                                                                                           |
| 31 maart WK-kwalificatie № 150 «onderlinge duels» | Ecuador | 0 – 2                                    | Uruguay | Estadio Olímpico Atahualpa, Quito Toeschouwers: 29.294 Scheidsrechter: Juan Escobar (PAR) |
| 31 maart WK-kwalificatie № 150 «onderlinge duels» |         | 72' Mario Saralegui 87' Enzo Francescoli |         | Estadio Olímpico Atahualpa, Quito Toeschouwers: 29.294 Scheidsrechter: Juan Escobar (PAR) |

### 1986
- geen interlands gespeeld

### 1987
|                                                    |                                        |       |                   |                                               |
| 5 maart Vriendschappelijk № 151 «onderlinge duels» | Cuba                                   | 2 – 1 | Ecuador           | Estadio Pedro Marrero, Havana Toeschouwers: — |
| 5 maart Vriendschappelijk № 151 «onderlinge duels» | Regino Delgado 60' Carlos González 73' |       | ??' Álex Aguinaga | Estadio Pedro Marrero, Havana Toeschouwers: — |

|                                                    |      |       |         |                                               |
| 8 maart Vriendschappelijk № 152 «onderlinge duels» | Cuba | 0 – 0 | Ecuador | Estadio Pedro Marrero, Havana Toeschouwers: — |
| 8 maart Vriendschappelijk № 152 «onderlinge duels» |      |       |         | Estadio Pedro Marrero, Havana Toeschouwers: — |

|                                                     |         |                    |      |                                            |
| 31 maart Vriendschappelijk № 153 «onderlinge duels» | Ecuador | 0 – 1              | Cuba | Estadio 9 de Mayo, Machala Toeschouwers: — |
| 31 maart Vriendschappelijk № 153 «onderlinge duels» |         | 53' Dagoberto Lara |      | Estadio 9 de Mayo, Machala Toeschouwers: — |

|                                                    |         |       |      |                                                       |
| 2 april Vriendschappelijk № 154 «onderlinge duels» | Ecuador | 0 – 0 | Cuba | Estadio Jorge Andrade Cantos, Azogues Toeschouwers: — |
| 2 april Vriendschappelijk № 154 «onderlinge duels» |         |       |      | Estadio Jorge Andrade Cantos, Azogues Toeschouwers: — |

|                                                     |      |                 |         |                                        |
| 15 april Vriendschappelijk № 155 «onderlinge duels» | Peru | 0 – 1           | Ecuador | Estadio Nacional, Lima Toeschouwers: — |
| 15 april Vriendschappelijk № 155 «onderlinge duels» |      | ??' Raúl Avilés |         | Estadio Nacional, Lima Toeschouwers: — |

|                                                    |                    |       |         |                                                     |
| 11 juni Vriendschappelijk № 156 «onderlinge duels» | Colombia           | 1 – 0 | Ecuador | Estadio Atanasio Girardot, Medellín Toeschouwers: — |
| 11 juni Vriendschappelijk № 156 «onderlinge duels» | Leonel Álvarez ??' |       |         | Estadio Atanasio Girardot, Medellín Toeschouwers: — |

|                                                    |                                                            |       |          |                                                                               |
| 14 juni Vriendschappelijk № 157 «onderlinge duels» | Ecuador                                                    | 3 – 0 | Colombia | Estadio Modelo, Guayaquil Toeschouwers: — Scheidsrechter: Alfredo Rodas (ECU) |
| 14 juni Vriendschappelijk № 157 «onderlinge duels» | Lupo Quiñónez 49' Fernando Baldeón 76' Pietro Marsetti 86' |       |          | Estadio Modelo, Guayaquil Toeschouwers: — Scheidsrechter: Alfredo Rodas (ECU) |

|                                                    |                                  |       |                     |                                                                                                 |
| 19 juni Vriendschappelijk № 158 «onderlinge duels» | Uruguay                          | 2 – 1 | Ecuador             | Estadio Centenario, Montevideo Toeschouwers: onbekend Scheidsrechter: José Martínez Bazan (URU) |
| 19 juni Vriendschappelijk № 158 «onderlinge duels» | José Perdomo 5' José Perdomo 66' |       | 50' Pietro Marsetti | Estadio Centenario, Montevideo Toeschouwers: onbekend Scheidsrechter: José Martínez Bazan (URU) |

|                                                    |                                            |       |                   | |
| 21 juni Vriendschappelijk № 159 «onderlinge duels» | Brazilië                                   | 4 – 1 | Ecuador           | Estádio da Ressacada, Florianópolis Toeschouwers: onbekend Scheidsrechter: José Ramiz Wright (BRA) |
| 21 juni Vriendschappelijk № 159 «onderlinge duels» | Raí 43' Careca 58' Müller 64' Jorginho 77' |       | 87' Geovanny Mera | Estádio da Ressacada, Florianópolis Toeschouwers: onbekend Scheidsrechter: José Ramiz Wright (BRA) |

| Copa América |
| ------------ |

|                                                      |                                                                   |       |         |                                                                                                  |
| 2 juli Copa América Groep A № 160 «onderlinge duels» | Argentinië                                                        | 3 – 0 | Ecuador | Estadio Monumental, Buenos Aires Toeschouwers: 30.000 Scheidsrechter: Romualdo Arppi Filho (BRA) |
| 2 juli Copa América Groep A № 160 «onderlinge duels» | Claudio Caniggia 50' Diego Maradona 67' (pen.) Diego Maradona 85' |       |         | Estadio Monumental, Buenos Aires Toeschouwers: 30.000 Scheidsrechter: Romualdo Arppi Filho (BRA) |

|                                                      |                     |       |                   |                                                                                              |
| 4 juli Copa América Groep A № 161 «onderlinge duels» | Peru                | 1 – 1 | Ecuador           | Estadio Monumental, Buenos Aires Toeschouwers: 10.000 Scheidsrechter: Asterio Martínez (PAR) |
| 4 juli Copa América Groep A № 161 «onderlinge duels» | Eugenio La Rosa 87' |       | 72' Hamilton Cuvi | Estadio Monumental, Buenos Aires Toeschouwers: 10.000 Scheidsrechter: Asterio Martínez (PAR) |

|  |  |  |  |  |  |  |  |  |

### 1988
|                                                   |                  |                          |         |                                                                                          |
| 7 juni Vriendschappelijk № 162 «onderlinge duels» | Verenigde Staten | 0 – 1                    | Ecuador | University Stadium, Albuquerque Toeschouwers: 8.500 Scheidsrechter: Arturo Angeles (USA) |
| 7 juni Vriendschappelijk № 162 «onderlinge duels» |                  | ??' (pen.) Álex Aguinaga |         | University Stadium, Albuquerque Toeschouwers: 8.500 Scheidsrechter: Arturo Angeles (USA) |

|                                                    |                  |                                   |         |                                                                                   |
| 10 juni Vriendschappelijk № 163 «onderlinge duels» | Verenigde Staten | 0 – 2                             | Ecuador | Robertson Stadium, Houston Toeschouwers: 10.500 Scheidsrechter: Julio Salas (USA) |
| 10 juni Vriendschappelijk № 163 «onderlinge duels» |                  | ??' Álex Aguinaga ??' Pedro Muñoz |         | Robertson Stadium, Houston Toeschouwers: 10.500 Scheidsrechter: Julio Salas (USA) |

|                                                    |                  |       |         |                                                                               |
| 12 juni Vriendschappelijk № 164 «onderlinge duels» | Verenigde Staten | 0 – 0 | Ecuador | Herman Clark Stadium, Fort Worth Toeschouwers: 7.250 Scheidsrechter: onbekend |
| 12 juni Vriendschappelijk № 164 «onderlinge duels» |                  |       |         | Herman Clark Stadium, Fort Worth Toeschouwers: 7.250 Scheidsrechter: onbekend |

|                                                    |                      |       |                          |                                                                                            |
| 15 juni Vriendschappelijk № 165 «onderlinge duels» | Honduras             | 1 – 1 | Ecuador                  | Estadio Nacional de Tegucigalpa, Tegucigalpa Toeschouwers: 15.000 Scheidsrechter: onbekend |
| 15 juni Vriendschappelijk № 165 «onderlinge duels» | Gilberto Machado ??' |       | ??' Luis Enrique Capurro | Estadio Nacional de Tegucigalpa, Tegucigalpa Toeschouwers: 15.000 Scheidsrechter: onbekend |

|                                                    |          |                 |         |                                                                                              |
| 17 juni Vriendschappelijk № 166 «onderlinge duels» | Honduras | 0 – 1           | Ecuador | Estadio Nacional de Tegucigalpa, Tegucigalpa Toeschouwers: onbekend Scheidsrechter: onbekend |
| 17 juni Vriendschappelijk № 166 «onderlinge duels» |          | ??' Raúl Avilés |         | Estadio Nacional de Tegucigalpa, Tegucigalpa Toeschouwers: onbekend Scheidsrechter: onbekend |

|                                                        |                          |       | |                                                                                   |
| 7 september Vriendschappelijk № 167 «onderlinge duels» | Ecuador                  | 1 – 5 | Paraguay                                                                                           | Estadio Modelo, Guayaquil Toeschouwers: 30.000 Scheidsrechter: Elias Jacome (ECU) |
| 7 september Vriendschappelijk № 167 «onderlinge duels» | Hamilton Cuvi 79' (pen.) |       | 3' Félix Brítez Román 22' Félix Almirón 29' Catalino Rivarola 56' Gabino Román 89' Javier Ferreira | Estadio Modelo, Guayaquil Toeschouwers: 30.000 Scheidsrechter: Elias Jacome (ECU) |

|                                                         |                                                                |       |                   |                                                                                   |
| 13 september Vriendschappelijk № 168 «onderlinge duels» | Chili                                                          | 3 – 1 | Ecuador           | Estadio La Portada, La Serena Toeschouwers: 4.000 Scheidsrechter: Pedro Roa (CHI) |
| 13 september Vriendschappelijk № 168 «onderlinge duels» | Sergio Salgado 6' Marcelo Álvarez 66' Wilson Macías 87' (e.d.) |       | 72' Hamilton Cuvi | Estadio La Portada, La Serena Toeschouwers: 4.000 Scheidsrechter: Pedro Roa (CHI) |

|                                                     |                                          |       |                     | |
| 27 september Copa Boquerón № 169 «onderlinge duels» | Uruguay                                  | 2 – 1 | Ecuador             | Estadio Defensores del Chaco, Asunción Toeschouwers: 10.000 Scheidsrechter: Gabriel González (PAR) |
| 27 september Copa Boquerón № 169 «onderlinge duels» | Gustavo Dalto 14' José Oscar Herrera 84' |       | 74' Jimmy Izquierdo | Estadio Defensores del Chaco, Asunción Toeschouwers: 10.000 Scheidsrechter: Gabriel González (PAR) |

|                                                     |       |       |         | |
| 29 september Copa Boquerón № 170 «onderlinge duels» | Chili | 0 – 0 | Ecuador | Estadio Defensores del Chaco, Asunción Toeschouwers: 15.000 Scheidsrechter: Asterio Martínez (PAR) |
| 29 september Copa Boquerón № 170 «onderlinge duels» |       |       |         | Estadio Defensores del Chaco, Asunción Toeschouwers: 15.000 Scheidsrechter: Asterio Martínez (PAR) |

### 1989
|                                                       |                 |       |       | |
| 29 januari Vriendschappelijk № 170 «onderlinge duels» | Ecuador         | 1 – 0 | Chili | Estadio Monumental de Barcelona, Guayaquil Toeschouwers: 13.000 Scheidsrechter: Alfredo Rodas (ECU) |
| 29 januari Vriendschappelijk № 170 «onderlinge duels» | Raúl Avilés 41' |       |       | Estadio Monumental de Barcelona, Guayaquil Toeschouwers: 13.000 Scheidsrechter: Alfredo Rodas (ECU) |

|                                                     |                       |       |         |                                                                                             |
| 15 maart Vriendschappelijk № 171 «onderlinge duels» | Brazilië              | 1 – 0 | Ecuador | Estádio José Fragelli, Cuiabá Toeschouwers: 54.815 Scheidsrechter: Dulcídio Boschilla (BRA) |
| 15 maart Vriendschappelijk № 171 «onderlinge duels» | Washington Santos 19' |       |         | Estádio José Fragelli, Cuiabá Toeschouwers: 54.815 Scheidsrechter: Dulcídio Boschilla (BRA) |

|                                                     |                                          |       |                                                  | |
| 13 april Vriendschappelijk № 172 «onderlinge duels» | Ecuador                                  | 2 – 2 | Argentinië                                       | Estadio Monumental de Barcelona, Guayaquil Toeschouwers: 12.000 Scheidsrechter: César Cachay (PER) |
| 13 april Vriendschappelijk № 172 «onderlinge duels» | Raúl Avilés 41' Hamilton Cuvi 58' (pen.) |       | 7' Carlos Alfaro Moreno 35' Carlos Alfaro Moreno | Estadio Monumental de Barcelona, Guayaquil Toeschouwers: 12.000 Scheidsrechter: César Cachay (PER) |

|                                                  |                                                            |       |                 |                                                                                        |
| 3 mei Vriendschappelijk № 173 «onderlinge duels» | Uruguay                                                    | 3 – 1 | Ecuador         | Estadio Centenario, Montevideo Toeschouwers: 15.000 Scheidsrechter: Jorge Romero (ARG) |
| 3 mei Vriendschappelijk № 173 «onderlinge duels» | Sergio Martínez 9' Carlos Aguilera 55' Carlos Aguilera 90' |       | 85' Raúl Avilés | Estadio Centenario, Montevideo Toeschouwers: 15.000 Scheidsrechter: Jorge Romero (ARG) |

|                                                   |                 |       |                        |                                                                                             |
| 23 mei Vriendschappelijk № 174 «onderlinge duels» | Ecuador         | 1 – 1 | Uruguay                | Estadio Olímpico Atahualpa, Quito Toeschouwers: 20.000 Scheidsrechter: Adolfo Quirola (ECU) |
| 23 mei Vriendschappelijk № 174 «onderlinge duels» | Raúl Avilés 58' |       | 90' José Oscar Herrera | Estadio Olímpico Atahualpa, Quito Toeschouwers: 20.000 Scheidsrechter: Adolfo Quirola (ECU) |

|                                              |                     |       |                                              |                                                                                              |
| 20 juni Soccer Bowl № 175 «onderlinge duels» | Ecuador             | 1 – 2 | Peru                                         | Queen's Park Oval, Port of Spain Toeschouwers: onbekend Scheidsrechter: Adolfo Quirola (ECU) |
| 20 juni Soccer Bowl № 175 «onderlinge duels» | Nelson Guerrero 26' |       | 45' (pen.) Jorge Olaechea 58' Franco Navarro | Queen's Park Oval, Port of Spain Toeschouwers: onbekend Scheidsrechter: Adolfo Quirola (ECU) |

| Copa América |
| ------------ |

|                                                      |         |                    |         |                                                                                         |
| 2 juli Copa América Groep B № 176 «onderlinge duels» | Uruguay | 0 – 1              | Ecuador | Estádio Serra Dourada, Goiânia Toeschouwers: 19.000 Scheidsrechter: Carlos Maciel (PAR) |
| 2 juli Copa América Groep B № 176 «onderlinge duels» |         | 88' Hérmen Benítez |         | Estádio Serra Dourada, Goiânia Toeschouwers: 19.000 Scheidsrechter: Carlos Maciel (PAR) |

|                                                      |            |       |         |                                                                                        |
| 4 juli Copa América Groep B № 177 «onderlinge duels» | Argentinië | 0 – 0 | Ecuador | Estádio Serra Dourada, Goiânia Toeschouwers: 12.000 Scheidsrechter: José Ramirez (PER) |
| 4 juli Copa América Groep B № 177 «onderlinge duels» |            |       |         | Estádio Serra Dourada, Goiânia Toeschouwers: 12.000 Scheidsrechter: José Ramirez (PER) |

|                                                      |         |       |         |                                                                                     |
| 6 juli Copa América Groep B № 178 «onderlinge duels» | Ecuador | 0 – 0 | Bolivia | Estádio Serra Dourada, Goiânia Toeschouwers: 3.000 Scheidsrechter: Jesús Díaz (COL) |
| 6 juli Copa América Groep B № 178 «onderlinge duels» |         |       |         | Estádio Serra Dourada, Goiânia Toeschouwers: 3.000 Scheidsrechter: Jesús Díaz (COL) |

|                                                       |                 |       |                                            |                                                                                        |
| 10 juli Copa América Groep B № 179 «onderlinge duels» | Ecuador         | 1 – 2 | Chili                                      | Estádio Serra Dourada, Goiânia Toeschouwers: 2.000 Scheidsrechter: Carlos Maciel (PAR) |
| 10 juli Copa América Groep B № 179 «onderlinge duels» | Raúl Avilés 89' |       | 44' Juvenal Olmos 88' Juan Carlos Letelier | Estádio Serra Dourada, Goiânia Toeschouwers: 2.000 Scheidsrechter: Carlos Maciel (PAR) |

|  |  |  |  |  |  |  |  |  |

|                                                      |                                         |       |         | |
| 20 augustus WK-kwalificatie № 180 «onderlinge duels» | Colombia                                | 2 – 0 | Ecuador | Estadio Metropolitano, Barranquilla Toeschouwers: onbekend Scheidsrechter: Romualdo Arppi Filho (BRA) |
| 20 augustus WK-kwalificatie № 180 «onderlinge duels» | Arnoldo Iguarán 32' Arnoldo Iguarán 72' |       |         | Estadio Metropolitano, Barranquilla Toeschouwers: onbekend Scheidsrechter: Romualdo Arppi Filho (BRA) |

|                                                      |         |       |          |                                                                                           |
| 3 september WK-kwalificatie № 181 «onderlinge duels» | Ecuador | 0 – 0 | Colombia | Estadio Monumental, Guayaquil Toeschouwers: 25.430 Scheidsrechter: Ricardo Calabria (ARG) |
| 3 september WK-kwalificatie № 181 «onderlinge duels» |         |       |          | Estadio Monumental, Guayaquil Toeschouwers: 25.430 Scheidsrechter: Ricardo Calabria (ARG) |

|                                                       |                                         |       |                 |                                                                                                |
| 10 september WK-kwalificatie № 182 «onderlinge duels» | Paraguay                                | 2 – 1 | Ecuador         | Estadio Defensores del Chaco, Asunción Toeschouwers: 60.000 Scheidsrechter: José Ramírez (PER) |
| 10 september WK-kwalificatie № 182 «onderlinge duels» | Roberto Cabañas 36' Javier Ferreira 67' |       | 84' Raúl Avilés | Estadio Defensores del Chaco, Asunción Toeschouwers: 60.000 Scheidsrechter: José Ramírez (PER) |

|                                                       |                                                       |       |                   |                                                                                         |
| 24 september WK-kwalificatie № 183 «onderlinge duels» | Ecuador                                               | 3 – 1 | Paraguay          | Estadio Monumental, Guayaquil Toeschouwers: 18.000 Scheidsrechter: Arnaldo Coelho (BRA) |
| 24 september WK-kwalificatie № 183 «onderlinge duels» | Álex Aguinaga 26' Pietro Marsetti 72' Raúl Avilés 82' |       | 18' Gustavo Neffa | Estadio Monumental, Guayaquil Toeschouwers: 18.000 Scheidsrechter: Arnaldo Coelho (BRA) |

FEF · A-internationals · Bondscoaches · Selecties · Statistieken · Ecuadoraans vrouwenelftal · Olympisch elftal · Ecuador U21 · Ecuador U20 · Ecuador U18 · Ecuador U17
1938 – 1949 ·
1950 – 1959 ·
1960 – 1969 ·
1970 – 1979 ·
1980 – 1989 ·
1990 – 1999 ·
2000 – 2009 ·
2010 – 2019 ·
2020 − 2029
WK 2002 · 
WK 2006 · 
WK 2014
1938 · 
1939 · 
1940 · 
1941 · 
1942 · 
1943 · 1944 · 
1945 · 
1946 · 
1947 · 
1948 · 
1949 · 
1950 · 1951 · 1952 · 
1953 · 
1954 · 
1955 · 
1956 · 
1957 · 
1958 · 
1959 · 
1960 · 
1961 · 1962 · 
1963 · 
1964 · 
1965 · 
1966 · 
1967 · 1968 · 
1969 · 
1970 · 
1971 · 
1972 · 
1973 · 
1974 · 
1975 · 
1976 · 
1977 · 
1978 · 
1979 · 
1980 · 
1981 · 
1982 · 
1983 · 
1984 · 
1985 · 
1986 · 
1987 · 
1988 · 
1989 · 
1990 · 
1991 · 
1992 · 
1993 · 
1994 · 
1995 · 
1996 · 
1997 · 
1998 · 
1999 · 
2000 · 
2001 · 
2002 · 
2003 · 
2004 · 
2005 · 
2006 · 
2007 · 
2008 · 
2009 · 
2010 · 
2011 · 
2012 · 
2013 · 
2014 · 
2015 · 
2016 · 
2017 ·
2018 ·
2019 ·
2020 ·
2021 ·
2022
Argentinië ·
Armenië ·
Australië ·
Bolivia · 
Brazilië ·
Bulgarije ·
Canada ·
Chili ·
Colombia ·
Costa Rica ·
Cuba ·
Denemarken ·
DDR ·
Duitsland ·
El Salvador ·
Engeland ·
Estland ·
Finland ·
Frankrijk ·
Griekenland ·
Guatemala ·
Haïti ·
Honduras ·
Ierland ·
Irak ·
Iran ·
Italië ·
Jamaica ·
Japan ·
Joegoslavië ·
Jordanië ·
Kaapverdië ·
Koeweit ·
Kroatië · 
Libanon ·
Mexico ·
Nederland ·
Nigeria ·
Noord-Macedonië ·
Oeganda ·
Oman ·
Panama ·
Paraguay ·
Peru ·
Polen ·
Portugal ·
Qatar ·
Roemenië ·
Saoedi-Arabië ·
Schotland ·
Senegal ·
Spanje ·
Trinidad en Tobago ·
Turkije · 
Uruguay ·
Venezuela ·
Verenigde Staten ·
Wit-Rusland ·
Zambia ·
Zuid-Afrika ·
Zuid-Korea ·
Zweden ·
Zwitserland
Costa Rica (2006) · 
Duitsland (2006) · 
Engeland (2006) · 
Frankrijk (2014) · 
Honduras (2014) · 
Nederland (2022) · 
Polen (2006) · 
Qatar (2022) · 
Zwitserland (2014)
CONMEBOL: Bolivia · Chili  · Colombia · Ecuador · Uruguay

UEFA: Albanië · België · Bulgarije · Cyprus · Denemarken · West-Duitsland · Duitse Democratische Republiek · Engeland · Faeröer · Finland · Frankrijk · Griekenland · Hongarije · IJsland · Ierland · Israël · Italië · Joegoslavië ·  Liechtenstein · Luxemburg · Malta · Nederland · Noord-Ierland · Noorwegen · Oostenrijk · Polen · Portugal · Roemenië · San Marino · Schotland ·  Sovjet-Unie ·  Spanje · Tsjecho-Slowakije · Turkije · Wales ·  Zweden · Zwitserland

CAF: Madagaskar